# Ivan Dolinšek
Ivan Dolinšek, slovenski drevesničar, sadjar in vrtnar, * 6. avgust 1896, Laze, Velenje, † 21. maj 1974, Kamnica, Maribor. 

## Življenje in delo
Ivan Dolinšek je bil  rojen je v Lazah pod Kožljem, župnija Št.Ilj pri Velenju po domače pri Vrbajakovih. Za sadjarstvo in drevesničarstvo, vinogradništvo in vrtnarstvo se je navdušil že v domači hiši, kjer so bili napredni gospodarji. Oče Valentin je okoli 1900 vzgojil v domači drevesnici prva drevesca in jih uspešno oddal. Vplivali so tudi na okolico, da so vzgojili več dobrih sadjarjev in vrtnarjev, med njimi je tudi Anton Jelen. 
Leta 1920 je končal sadjarsko in vinarsko šolo v Mariboru. Doma je ostal brat Blaž, brat Vinko se je poročil v Selnico ob Dravi, on pa si je ustanovil družino v Kamnici pri Mariboru. Leta 1928 je ustanovil Sadjarstvo bratov Dolinšek z drevesničarskima obratoma v Kamnici in Selnici ob Dravi. Med drugim je gojil okrasne in sadne sadike na šibkih podlagah in z njimi prvi omogočil razvoj mestnega plantažnega sadjarstva. Ne samo, da je bil vedno na tekočem, kaj se je dogajalo na tem področju doma in v tujini: pisal je tudi strokovne članke v mnoge revije Slovenski gospodar, Naša vas, Sadjar in vrtnar, Kmečki glas, Naš vrt in druge. Njegovi članki niso le strokovno na višini, ampak so pisani v sočnem, preprostem in prepričljivem jeziku. Izdal je knjižico Naš sadni rod (1934). Bil je častni član Sadjarskega društva Slovenije. Za svoje delo je prejel odlikovanje red svetega Save.